# Université Utopia
Pour les articles homonymes, voir Utopia (homonymie).
L'Université Utopia, appelée en chinois Datong ou Université Tatung, est une université privée à Shanghai. Elle a été créée en mars 1912 par un groupe d'anciens membres de la faculté de l'université Tsinghua dirigée par Hu Dunfu, et elle est devenue l'une des universités privées les plus réputées en Chine. Après la fondation de la république populaire de Chine, le gouvernement communiste fermé Utopia avec de nombreuses autres universités privées en 1952. Ses services, les membres du corps professoral et les étudiants ont été divisés et fusionnés dans diverses universités de Shanghai.

## Fondateur

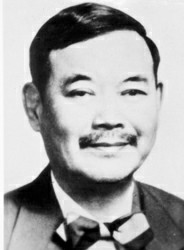
Hu Dunfu, fondateur et premier président de l'université Utopie

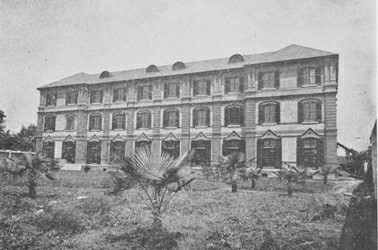
Bâtiment de l’université Utopia à Luwan (années 1930).

En avril 1911, le gouvernement américain a établi le Tsinghua College (l'actuelle Université Tsinghua) à Pékin, en utilisant une partie de la garantie de paiement par la dynastie Qing faisant suite de la révolte des Boxers. Durant l'été, un groupe de onze membres chinois de la faculté de Tsinghua, dont la plupart étaient de la région de Jiangnan, fondent la Société Lida (立達學社) afin de promouvoir l'éducation en Chine. Hu Dunfu est à la tête de la société, et parmi les autres membres figurent Ping Hailan (平海瀾), Zhu Xiangwan (朱香晚), et Gu Yangwu (顧養吾). En novembre 1911, les onze membres de Lida démissionnent de Tsinghua après avoir eu un désaccord avec les administrateurs américains du collège, et quittent Pékin pour Shanghai
À Shanghai, Hu Dunfu est invité par Ma Xiangbo, son ancien professeur au Collège Saint-Ignace (en), à accepter la fonction de doyen de la Fudan Public School (actuellement l'université Fudan), qui a été fondée par Ma en 1905. Cependant, Hu quitte bientôt Fudan, après une grève des étudiants de l'école. En mars 1912, Hu et ses collègues de la Société Lida fondent l'École Utopia (大同學院) à Nanshi, Shanghai, avec Hu en tant que président. La première classe comptait 91 étudiants.

## Sous l'ère républicaine
En septembre 1922, l'école Utopia est certifiée par le gouvernement comme université privée, et change de nom pour Université Utopia. Elle compte alors six cents étudiants. Dans les années 1920, Utopia se développe et devient l'une des meilleures universités privées en Chine. Elle est divisée en trois écoles, l'une pour ma littérature, une autre pour les sciences, la dernière pour le commerce, écoles elles-mêmes ensuite divisées en neuf départements. Une école secondaire lui est également affiliée. Le campus occupe une surface de 90 mu, et comporte 15 bâtiments. Un rapport d'inspection des années 1920 concernant les six principales universités privées à Shanghai et commandée par le ministre chinois de l'éducation, loue Utopia et l'université de Shanghai comme les plus remarquables. Du point de vue national, Utopia et l'université de Nankai à Tianjin sont considérées comme étant les meilleures universités privées en Chine.
En 1937, la seconde guerre sino-japonaise éclate et l'Armée impériale japonaise attaque Shanghai en août. Durant la bataille, les bombardements japonais détruisent plusieurs bâtiments d'Utopia. Après l'occupation par les japonais des zones tenues par les chinois dans Shanghai, Utopia est forcée de se déplacer dans la Concession française de Shanghai. Elle déménage plusieurs fois jusqu'à s'installer définitivement à Xinzha Road en septembre 1939. L'université et l'école secondaire affiliée comptent alors deux mille étudiants. Une autre école secondaire est alors fondée.
L'université s'agrandit après la Seconde Guerre mondiale, devenant la plus grande université privée de Shanghai. En 1948, elle compte plus de 2700 étudiants universitaires, et 2500 lycéens répartis dans les deux écoles secondaires. Elle compte également quatre écoles (l'école d'ingénieurs a été fondée en complément des trois premières) et quatorze départements. Parmi les étudiants d'Utopia, 39 deviennent par la suite académiciens au sein de l'Académie chinoise des sciences ou de la Chinese Academy of Engineering (en).

## Fermeture
En 1949, le Parti communiste chinois vainc le gouvernement du Kuomintang lors de la guerre civile chinoise et établit la république populaire de Chine. En octobre 1952, le nouveau gouvernement communiste ferme Utopia ainsi que de nombreuses autres université privées. Son école de commerce fusionne au sein de la Shanghai University of Finance and Economics (en), son école de littérature est intégrée à la nouvellement fondée université normale de la Chine de l'Est, l'école de sciences fusionne dans l'université Fudan, et l'école d'ingénieur est scindée, pour partie dans l'université Tongji, à l'université Jiao-tong de Shanghai, et pour partie dans l'université des sciences et technologies de la Chine de l'Est (actuellement East China University of Science and Technology). Les deux écoles secondaires affiliées à Utopia subsistent, et sont nommées Datong High School (en) et Wusi (mouvement du 4 Mai) High School.
Hu Dunfu, le fondateur d'Utopia, se retire à Taïwan avec le gouvernement Kuomintang défait. Il tente de re-fonder l'Université Utopia à Taiwan, mais sans succès.